# معیار مشارکت
معیار مشارکت از معیارهای نظام انتخاباتی است. به عنوان تناقض حضور نیافتن هم شناخته می‌شود و چنین تعریف شده است
- در یک چارچوب دترمینیستیک، معیار مشارکت می‌گوید که اگر در یک رأی، کاندیدای آ نسبت به کاندیدای ب اکیداً ترجیح دارد، اضافه شدن آن رأی به آرای موجود نباید برنده را از کاندیدای آ به کاندیدای ب تغییر دهد.[۱]
- در یک چارچوب احتمالاتی، معیار مشارکت می‌گوید که اگر در یک رأی افزوده‌شده، هر کاندیدای مجموعهٔ ایکس نسبت به هر کاندیدای دیگر اکیداً ترجیح داشته باشد، اضافه شدن آن رأی به آرای موجود نباید احتمال این که برنده از مجموعهٔ ایکس انتخاب شود را کاهش دهد.

نظام‌های انتخاباتی که معیار مشارکت را احراز نکنند نوع نامعمولی از استراتژی رأی ندادن را ممکن می‌کنند که در برخی شرایط رأی ندادن به پیروزی کاندیدای مورد ترجیح رای دهنده کمک می‌کند.